# James Agate
James Evershed Agate (9 de setembre de 1877 - 6 de juny de 1947) fou un escriptor de diaris i crític britànic. En el període d'entreguerres, fou un dels crítics de teatre influents de la Gran Bretanya. Després de treballar en el negoci del seu pare fins passats els vint anys va trobar el seu camí en el periodisme, començant per treballar al The Manchester Guardian (1907-1914); crític de teatre a The Saturday Review (1921-1923), i The Sunday Times (1923-1947), i tenint el mateix càrrec a la BBC (1925-1932).
Els diaris i les cartes d'Agate es van publicar en una sèrie de nou volums sota el títol d’Ego, és un rècord del teatre britànic de la seva era i també dels seus interessos no teatrals, incloent esports, xafarderia social i les seves preocupacions privades amb la seva salut i les finances precàries. A més de crítica de teatre va escriure sobre el cinema i literatura anglesa per diares de Londres, i va publicar tres novel·les, va traduir un joc i el va escenificar a Londres, tot i que breument, i regularment portava fora de col·leccions dels seus assajos de teatre i revisions.
Durant Segona Guerra Mundial la salut d'Agate va declinar, i va començar per patir de problemes de cor. Va morir de cop a Londres, a l'edat de 69, poc després de completar el seu novè volum de diaris Ego.

## Obra
Els nou volums d'Agate d'Ego va ser publicat el 1935, 1936, 1938, 1940, 1942, 1944, 1945 (i un Ego curt en dos volums -Harrap-, el 1946), 1947 i 1948. També va escriure volums del Teatre Contemporani, publicat per Chapman i Hall, cobrint 1923, 1924, 1925, 1926, 1944 i 1945. Les seves altres publicacions foren de la manera següent:
- L. of C. [Lines of Communication]. Constable, 1917
- Buzz, Buzz! Essays of the Theatre. Collins, 1918
- Responsibility. Grant Richards, 1919/Hutchinson, 1943
- Alarums and Excursions. Grant Richards, 1922
- At Half Past Eight. Jonathan Cape, 1923
- Fantasies and Impromptus. Collins, 1923
- On An English Screen. John Lane The Bodley Head, 1924
- White Horse and Red Lion. Collins, 1924
- Blessed Are The Rich. Leonard Parsons, 1924/Hutchinson, 1944
- Agate's Folly. Chapman and Hall, 1925
- The Common Touch. Chapman and Hall, 1926
- Essays of Today and Yesterday. Harrap, 1926
- A Short View of The English Stage, 1900-1926. Herbert Jenkins, 1926
- Playgoing. Jarrolds, 1927
- Rachel. Gerald Howe,London; Viking Press, NY 1928
- Gemel in London. Chapman and Hall, 1928/Hutchinson, 1945
- Their Hour Upon The Stage. Mandarin Press, Cambridge, 1930
- The English Dramatic Critics, 1660-1932. Arthur Barker, 1932
- My Theatre Talks. Arthur Barker, 1933
- First Nights. Ivor Nicholson and Watson, 1934
- Kingdoms For Horses. Gollancz, 1936
- More First Nights. Gollancz, 1937
- Bad Manners. John Mills, 1938
- The Amazing Theatre. Harrap, 1939

| valign=top |
- Speak For England. Hutchinson, 1939
- Express and Admirable. Hutchinson, 1941
- Thursdays and Fridays. Hutchinson, 1941
- Here's Richness! An Anthology of and by James Agate. Foreword by Sir Osbert Sitwell. Harrap, 1942
- Brief Chronicles. Jonathan Cape, 1943
- These Were Actors. Extracts from a Newspaper Cutting Book, 1811-1833. Hutchinson, 1943
- Red Letter Nights. Jonathan Cape, 1944
- Noblesse Oblige. Home and Van Thal, 1944
- Immoment Toys: A Survey of Light Entertainment on the London Stage, 1920-1943. Jonathan Cape, 1945
- Around Cinemas. Home and Van Thal, 1946
- Thus To Revisit. Home and Van Thal, 1947
- Oscar Wilde and The Theatre. Curtain Press, 1947
- Those Were The Nights. Hutchinson, 1947
- Around Cinemas, Second Series. Home and Van Thal, 1948
- Words I Have Lived With. A Personal Choice. Hutchinson, 1949
- A Shorter Ego. Volume Three. Harrap, 1949